# Коломійцев Костянтин Гаврилович
Костянтин Гаврилович Коломійцев (нар. 17 грудня 1904, тепер Донецька область — 23 вересня 1983, місто Дніпропетровськ, тепер місто Дніпро) — радянський діяч, залізничник, начальник Сталінської (Придніпровської) залізниці (в 1951—1969 роках). Герой Соціалістичної Праці (4.08.1966).

## Життєпис
Народився в робітничій родині. У 1920 році закінчив школу.
У 1920—1924 роках — конторник служби руху Рязано-Уральської залізниці. У 1924—1925 роках — секретар комсомольського осередку станції Саратов-1. У 1925 році поступив на професійні курси. Після закінчення курсів в 1926 році працював запасним агентом.
У 1926—1928 роках служив у Червоній армії.
У 1928—1929 роках — секретар, диспетчер служби руху Рязано-Уральської залізниці. Брав участь у проведенні колективізації в Лисогорському районі (нині Саратовської області).
У 1930—1933 роках — студент Московського інституту інженерів залізничного транспорту.
Член ВКП(б) з 1932 року.
У 1933—1934 роках — інженер станції Саратов. З грудня 1934 по 1939 рік — заступник начальника станції Саратов-2; заступник старшого диспетчера Саратовського відділення залізниці; начальник технічного відділу служби руху, заступник начальника і начальник служби руху, заступник начальника Центрального управління руху Наркомату шляхів сполучення СРСР.
У 1939—1941 роках — помічник начальника розпорядчого відділу служби руху Рязано-Уральської залізниці.
З червня 1941 року — завідувач транспортного відділу Саратовського міського комітету ВКП(б).
У 1945—1948 роках — завідувач транспортного відділу Саратовського обласного комітету ВКП(б).
У 1948—1949 роках — головний інженер Рязано-Уральської залізниці.
У червні 1949 — березні 1951 року — 1-й заступник начальника Уфимської залізниці.
У березні 1951 — 1969 року — начальник Сталінської (з 1961 року — Придніпровської) залізниці.
Указом Президії Верховної Ради від 4 серпня 1966 року за видатні успіхи, досягнуті у виконанні завдань семирічного плану перевезень, розвитку і технічної реконструкції залізниць, Коломійцеву Костянтину Гавриловичу присвоєно звання Героя Соціалістичної Праці з врученням ордена Леніна і золотої медалі «Серп і Молот».
З 1969 року — персональний пенсіонер у місті Дніпропетровську. Працював викладачем Дніпропетровського металургійного інституту.
Помер 23 вересня 1983 року.

## Нагороди і звання
- Герой Соціалістичної Праці (4.08.1966)
- два ордени Леніна (1.08.1959, 4.08.1966)
- орден Трудового Червоного Прапора (29.07.1945)
- два ордени «Знак Пошани» (26.06.1959, 4.05.1971)
- медаль «За трудову доблесть» (10.04.1951)
- медаль «За оборону Сталінграда»
- медалі
- знак «Почесний залізничник СРСР»
- знак «Винахідник СРСР»
- Почесна грамота Президії Верховної Ради Української РСР (.12.1964)